# 18563 Danigoldman
18563 Danigoldman è un asteroide della fascia principale. Scoperto nel 1997, presenta un'orbita caratterizzata da un semiasse maggiore pari a 2,9302008 UA e da un'eccentricità di 0,1308427, inclinata di 0,86095° rispetto all'eclittica.